# Hrabstwo Dillon

Piramida wieku hrabstwa w 2000 roku

Hrabstwo Dillon – hrabstwo w stanie Karolina Południowa, w USA, przy granicy z Karoliną Północną. Według danych z 2023 roku, liczy 27,7 tys. mieszkańców. Centrum administracyjnym hrabstwa jest Dillon. 

## Miasta
- Dillon
- Lake View
- Latta

## Sąsiednie hrabstwa
- Hrabstwo Robeson, Karolina Północna – północ
- Hrabstwo Columbus, Karolina Północna – północ
- Hrabstwo Horry – wschód
- Hrabstwo Marion – południe
- Hrabstwo Florence – południowy zachód
- Hrabstwo Marlboro – zachód

## Demografia
Według danych pięcioletnich z 2022 roku, 46,4% mieszkańców stanowili czarni lub Afroamerykanie, 45,8% to biali (45,1% nie licząc Latynosów), 3,1% Latynosi, 3,2% było rasy mieszanej, 2,4% stanowiła rdzenna ludność Ameryki i 0,05% to Azjaci.
Osoby rasy białej deklarują głównie pochodzenie „amerykańskie” (15%) i angielskie (12,4%). Jedynie 1,5% mieszkańców urodziło się poza granicami Stanów Zjednoczonych, podczas gdy średnia stanowa wynosi 5,3%.

## Religia
Według danych spisowych z 2020 roku, większość mieszkańców to protestanci (głównie baptyści, zielonoświątkowcy, metodyści i inni ewangelikalni). Inne religie obejmowały: bahaistów (4%), katolików (1,5%) i świadków Jehowy (0,8%).

## Zabytki

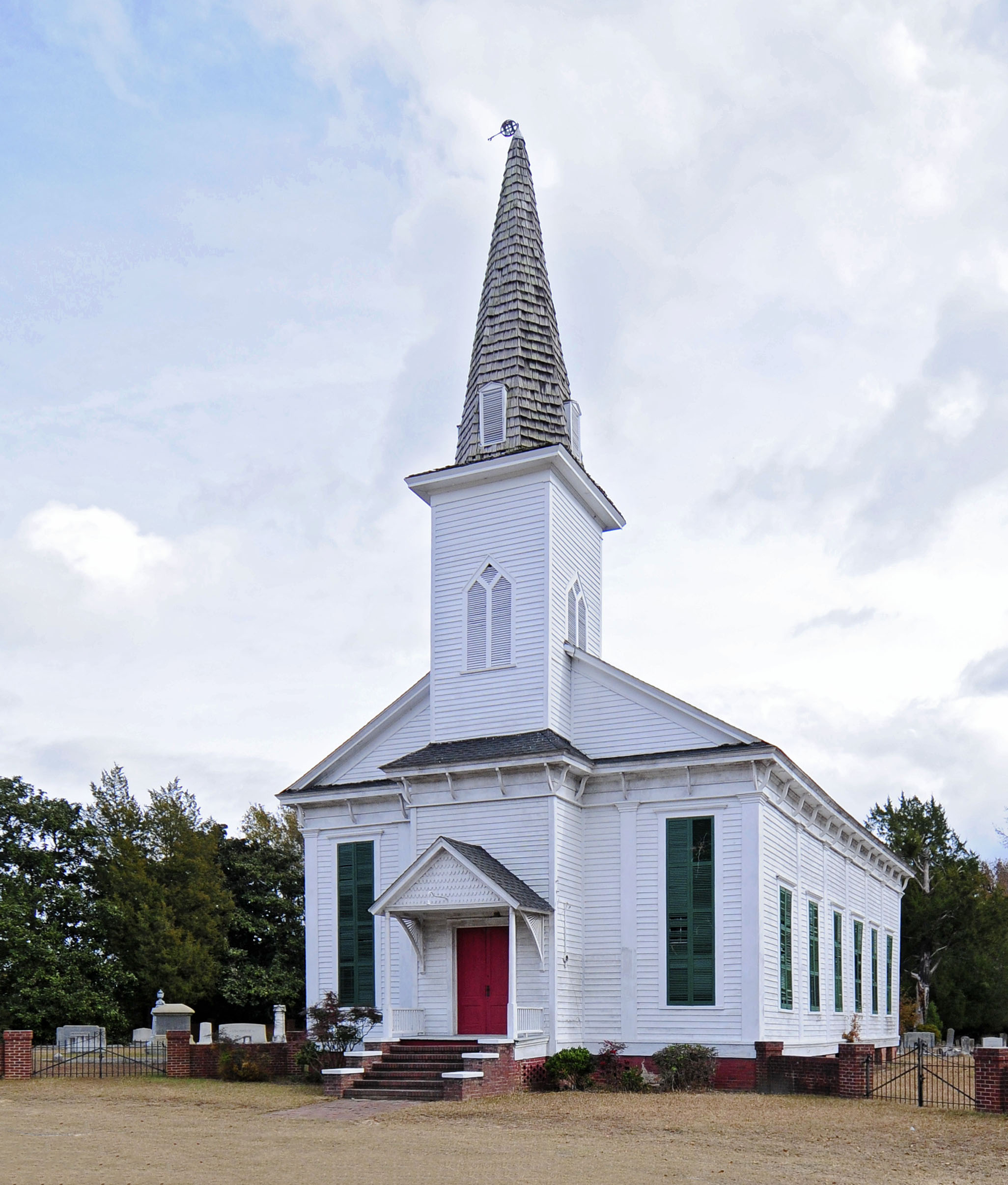
Kościół metodystyczny, 1871
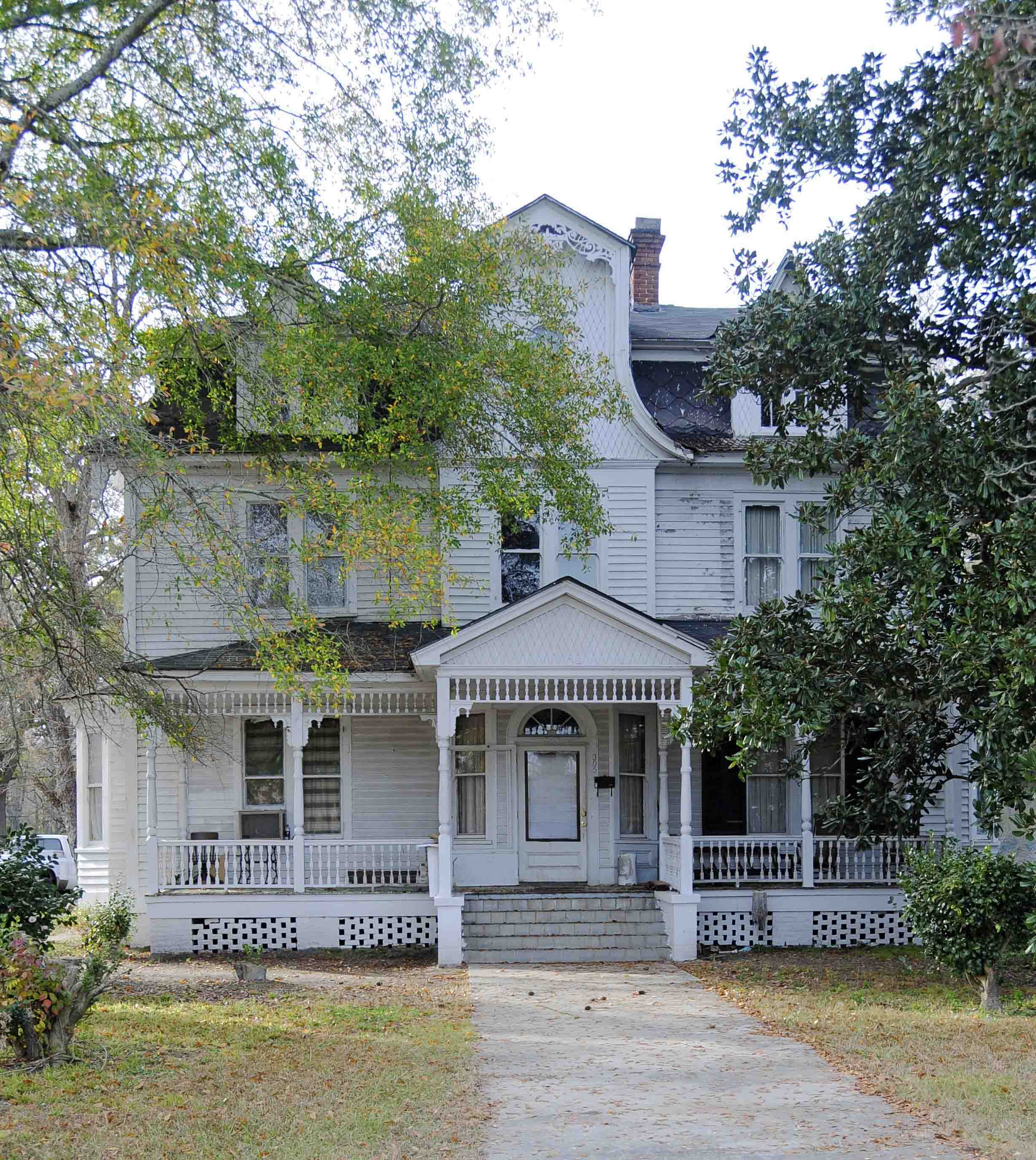
McMillan House, 1890
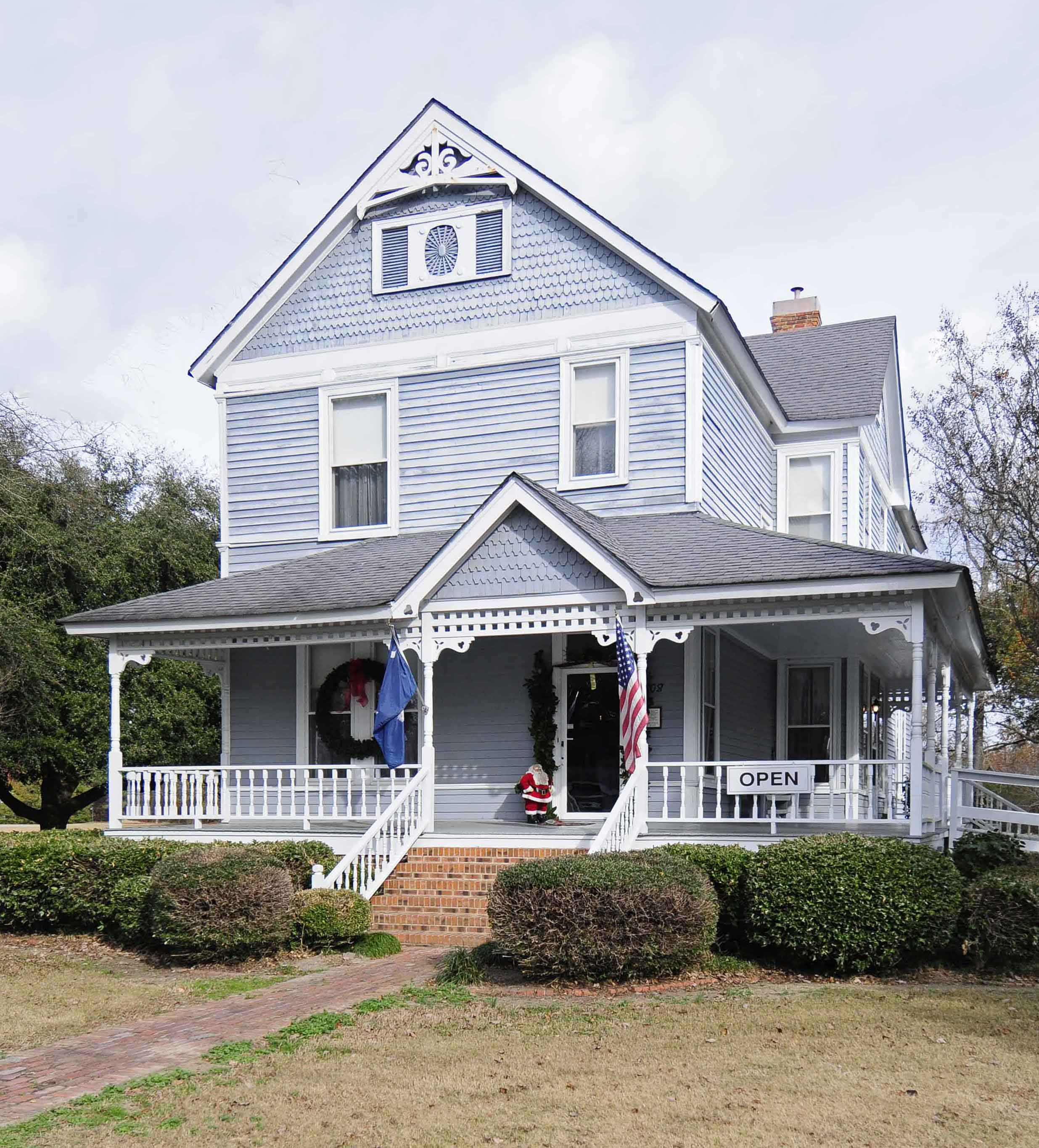
James Dillon House, 1890
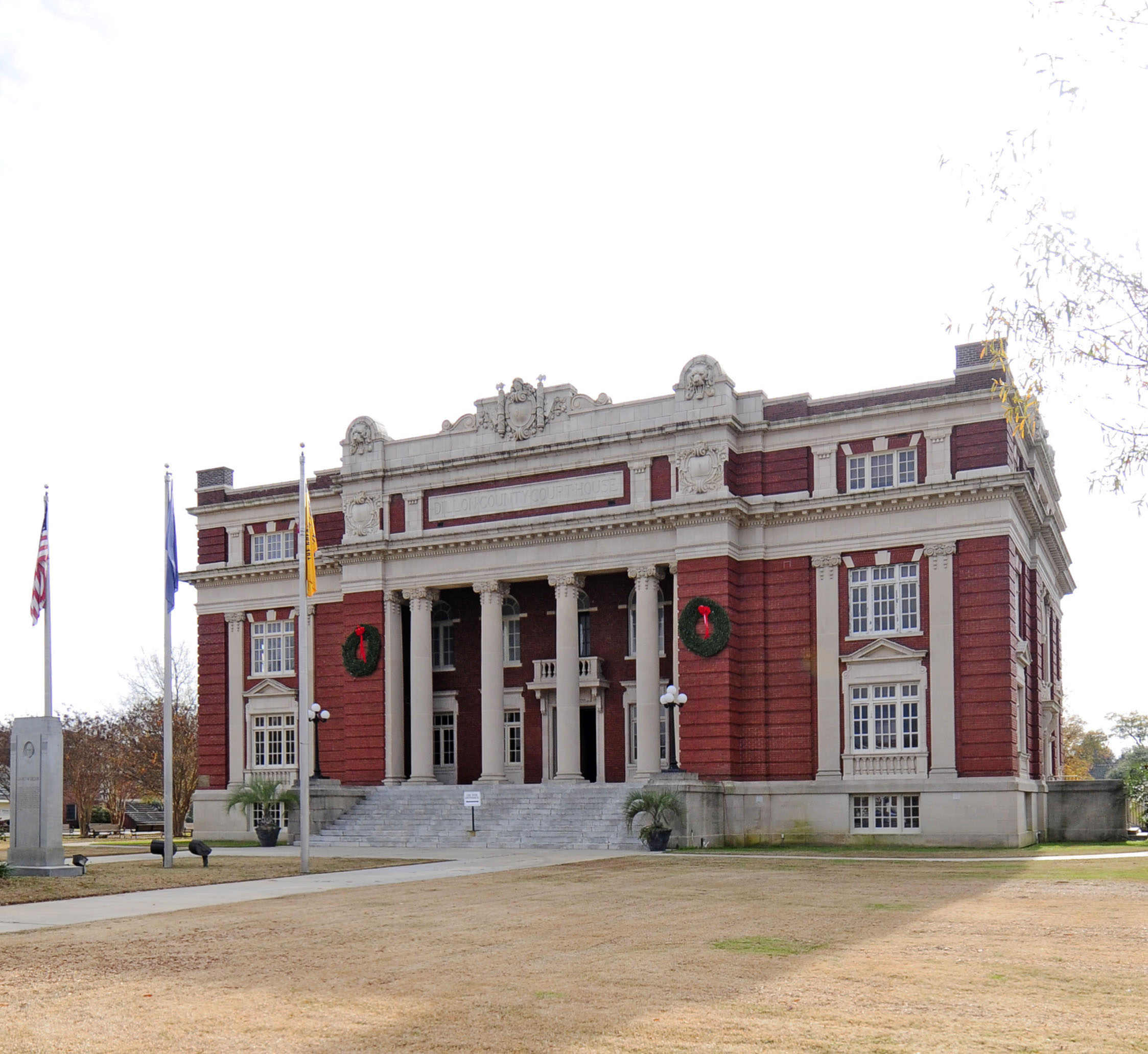
Budynek sądu hrabstwa Dillon, 1911

## Gospodarka
Średni dochód gospodarstwa domowego (dane z 2022) w hrabstwie wynosi 42 454 dolarów, zaś dochód na mieszkańca 21 736 dolarów. 30,3% mieszkańców żyje poniżej relatywnej granicy ubóstwa. Najpopularniejszymi sektorami zatrudnienia mieszkańców hrabstwa Dillon, są: produkcja (2122 osoby), handel detaliczny (2066 osób), oraz opieka zdrowotna i pomoc społeczna (1599 osób).